# ピロロキノリンキノン
ピロロキノリンキノン (Pyrroloquinoline quinone, PQQ) は、1964年にJ.G. Haugeらにより、細菌のグルコース脱水素酵素に含まれるニコチンアミドとフラビンに次ぐ3番目の酸化還元補酵素として見出された。	一方、AnthonyとZatmanも、アルコール脱水素酵素に未知の酸化還元補酵素があることを見出し、これをMetoxatinと名づけた。
　1979年に、Salisburyら、およびDuineらのグループが、メチロトローフ（メタノール資化菌）のメタノール脱水素酵素からこの補酵素を抽出し、その分子構造を同定した。Adachiらのグループは、酢酸菌の脱水素酵素にもPQQが含まれることを見出した。
これらのPQQを含む酵素は、キノプロテインと呼ばれ、その一つであるグルコース脱水素酵素は、グルコースセンサーに用いられている。

## 生理作用
その後、PQQが細菌に対する生育促進効果を始め、抗酸化作用、神経保護作用など、さまざまな生理作用を持つことが見出された。
1989年に、RuckerらのグループによってPQQ欠乏食を与えたマウスが種々の異常を呈することが報告され、PQQが哺乳類でも補酵素として働いている可能性が示唆された。哺乳類において、アミノアジピン酸セミアルデヒドデヒドロゲナーゼ（AASDH）がPQQを補酵素として利用していると考えられたことから、PQQがビタミンである可能性が指摘されたが、AASDHがその活性にPQQを必要とするとの直接的な証拠はなく、Ruckerらのグループも、PQQをビタミンと呼ぶには証拠が未だ充分ではないとしている。

## 存在
PQQを多く含む食品を以下に示す。
| 食材名         | PQQ (μg/Kg) | 文献          |
| -------------- | ----------- | ------------- |
| ココアパウダー | 800         | [ 10 ]        |
| 人乳           | 140-180     | [ 10 ]        |
| 納豆           | 61          | [ 10 ] [ 11 ] |
| パセリ         | 34          | [ 10 ] [ 11 ] |
| ピーマン       | 28          | [ 10 ] [ 11 ] |
| パパイヤ       | 27          | [ 10 ] [ 11 ] |
| キウイ         | 27          | [ 10 ] [ 11 ] |
| 豆腐           | 24          | [ 10 ] [ 11 ] |
| ホウレンソウ   | 21          | [ 11 ]        |
| 緑茶           | 29          | [ 11 ]        |
| ウーロン茶     | 27          | [ 11 ]        |